# Peyrun
Peyrun – miejscowość i gmina we Francji, w regionie Oksytania, w departamencie Pireneje Wysokie.
Według danych na rok 1990 gminę zamieszkiwały 94 osoby, a gęstość zaludnienia wynosiła 23 osób/km² (wśród 3020 gmin regionu Midi-Pireneje Peyrun plasuje się na 969. miejscu pod względem liczby ludności, natomiast pod względem powierzchni na miejscu 1565.).